# Web2py
Web2py è un framework libero per applicazioni web. È scritto ed è programmabile in Python.

## Caratteristiche
Fin da quando fu originariamente progettato come strumento di insegnamento con enfasi sulla facilità d'uso e la distribuzione, non ha nessun livello di progetto per la configurazione dei file.
Web2py è ispirato a Ruby on Rails (RoR) e Django.
Si focalizza su uno sviluppo rapido, favorisce la convenzione sull'approccio di configurazione e segue il pattern architetturale Model-View-Controller (MVC).
Web2py è distribuito sotto licenza GNU Lesser General Public License (GNU LGPL) versione 3 come web2py versione 1.91.1

## Applicazioni create con Web2py
- MovucaOurway - CMS e motore per social network.
- Instant Press piattaforma blog.
- NoobMusic sito di musica rock.
- LinkFindr strumento di diagnostica di rete.